# Luís de la Fuente
Luís de la Fuente ou Luís de la Fuentes foi um prelado católico romano que serviu como bispo da Nicarágua (1564–1566).

## Biografia
No dia 28 de abril de 1564, Luís de la Fuente foi nomeado durante o papado do Papa Pio IV como Bispo da Nicarágua. Enquanto bispo, presidiu à fusão da Costa Rica e da Nicarágua numa única jurisdição eclesiástica. A 6 de julho de 1565, foi consagrado bispo. Serviu como Bispo da Nicarágua até à sua morte em dezembro de 1566.